# NGC 4457
NGC 4457 هي مجرة حلزونية تبعد حوالي 55 مليون سنة ضوئية تقع في كوكبة العذراء. تصنف على أنها مجرة لينر (منطقة خط أنبعاثات نووي منخفض التأين). وهي فئة من المجرات النشطة التي تحددها انبعاثات خط الطيف. NGC 4457 يميل بنحو 33 درجة. اكتشفها عالم الفلك ويليام هيرشيل في 23 فبراير 1784. وهي عضو في مجموعة عنقود العذراء المجري.

## الخصائص
NGC 4457 لديها منطقة بيضاوية واسعة تحتوي على دوامة داخلية التي يتم تعريفها أساسا من قبل اثنين من الأسلحة المفتوحة إلى حد ما. هناك حلقة خارجية محددة جيدا منفصلة تماما عن المناطق الداخلية للمجرة.

### قرص مقطوع
NGC 4457 لديها كمية منخفضة للغاية من تكوين النجوم في القرص في حين المناطق الداخلية لديها معدل تكوين النجوم عالي جداً. قد يكون سبب ذلك تفاعل حديث للغاز في المجرة مع الغاز في الكتلة المحيطة، مما أدى إلى تجريد الغاز بعيدا عن تأثير مايعرف باسم تجريد ضغط الدفع.

## وصلات خارجية
- NGC 4457 على موقع ويكي سكاي: DSS2, SDSS, GALEX, IRAS, Hydrogen α, X-Ray, Astrophoto, Sky Map, Articles and images